# Demon (musicien)
Pour les articles homonymes, voir Démon.
Demon, né Jérémie Mondon le 14 mai 1977 à Paris, est un musicien et producteur français de musique électronique, apparenté à la French touch.

## Carrière musicale
Les débuts de Demon furent particulièrement influencés par le mouvement hip-hop, et des artistes tels que le Wu-Tang Clan, Nas, Mobb Deep, ou encore A Tribe Called Quest. Ses premiers enregistrements en sont fortement imprégnés, et il garde d'étroites relations avec le milieu du rap, en produisant notamment de la musique pour certains rappeurs français[réf. à confirmer]. Il se joint par la suite à la scène électronique française.
Il crée en 1997 le label 20000ST, afin de produire son premier EP A-Typique. À 22 ans, il signe chez Sony et enregistre son premier album studio, Midnight Funk, considéré par la critique comme l'un des albums classiques de la French touch. Son single You Are My High est écoulé à plusieurs centaines de milliers d'exemplaires, et diffusé dans les clubs à travers le monde. Les principaux artistes de la French touch lui demandent alors des remix, comme le groupe Daft Punk, M. Oizo, Étienne de Crécy, ou encore Matthew Herbert[réf. à confirmer].
Il décide par la suite d'explorer d'autres univers musicaux, et sort son album Music That You Wanna Hear, mêlant musique électronique et R'n'B. L'album reçoit la reconnaissance de la critique, tout en devant faire face aux débuts de la crise du disque. Demon expliquera plus tard dans une interview que cette expérience fut pour lui très formatrice, quant à sa compréhension de la production musicale et de l'industrie du disque en général.
Il participa à une interview d'une heure orchestrée par Steige et Zach Mayer sur la radio étudiante Common Wave le 25 février 2012 ,,

## Univers audiovisuel
Au travers des différents univers musicaux qu'il a explorés, Demon développe son identité audiovisuelle en travaillant notamment avec la société de production audiovisuelle H5. On trouve dans la plupart de ses clips la présence de guests. Les clips notables :
- You Are My High : ce clip met en scène une femme et un homme s'embrassant durant la séquence et lui vaut une proposition aux Victoires de la musique 2001 ainsi qu'aux MTV Music Awards.
- Happy Therapy : il est réalisé par le designer Ora-ïto, et le photographe et directeur de photographie Arno Bani. Ce clip propose un jeu de formes en 3D contenant les visages du designer Ora-ïto et de l'actrice Vahina Giocante[11].
- Happy Therapy, ARI Remix : réalisé par Arno Bani et Demon. Le champion du monde de breakdance B-Boy Junior y donne une performance durant tout le morceau.
- In The Park : le clip met notamment en scène l'actrice Mylène Jampanoï, ainsi que B-Boy Junior et son crew de breakdance, Wanted posse.

## Productions
Il écrit et produit en 2010 la bande originale de l'œuvre audiovisuelle De l'encre réalisée par les artistes du groupe La Rumeur.
Il réalise la musique de plusieurs morceaux de rappeurs tels que Booba, La Rumeur, 113, etc.